# Cykeltrial

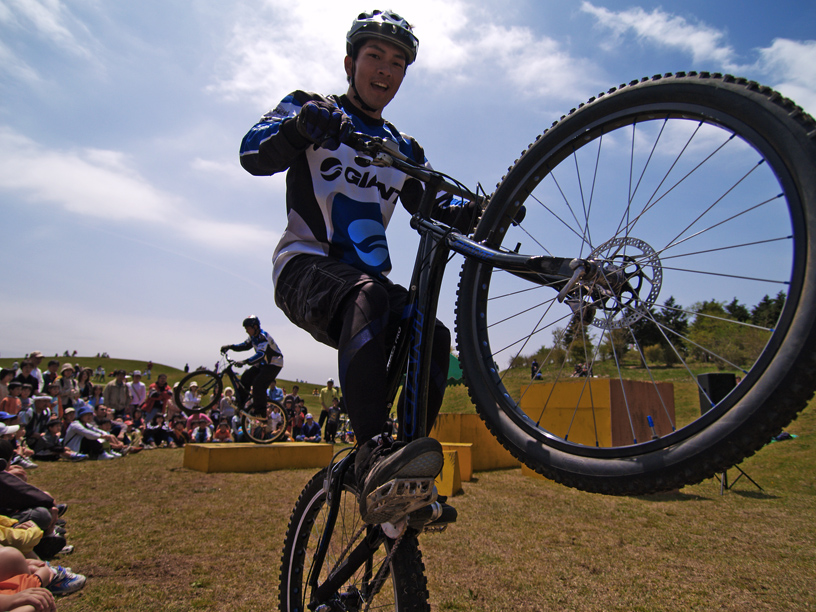
Cykeltrialåkare

Cykeltrial är en relativt liten mountainbike-sport. Man tävlar som i mc-trial, det vill säga på en bana, där man ska ta sig runt på så kort tid som möjligt och med så få fotisättningar som möjligt. Poängen räknas uppåt som i mc-trial.

## Banan
Man kör oftast i stenig terräng med drop, på smala steniga stigar och liknande. En bana i stadsmiljö kan gå över parkbänkar, på bord, trappor med mera.

## Cykeln
Den stora skillnaden med trialcyklar är att de saknar sadel. Man cyklar oftast på antingen 26- eller 20-tumscyklar. 26 tum är lite bättre för street och 20 tum för naturliga hinder. 24-tums är ovanligare, men det kör man vanligtvis med i stadsmiljön. Det är dock mest en smaksak.
De populäraste märkena är Monty, Modulo och KOXX och de gör även de lättaste och mest tävlingsinriktade cyklarna. Om man är mer inne på streetåkning, så är det lämpligast med exempelvis Zoo!, Echo, inspired, Adamant och GU bland andra.